# Bojan Kovačević
Bojan Kovačević (in serbo Бојан Ковачевић?; Novi Sad, 28 aprile 1996) è un calciatore serbo, difensore del Larissa.

## Carriera
Ha giocato nella massima serie dei campionati serbo e kazako.